# Martorell (Gerichtsbezirk)
Der Gerichtsbezirk Martorell ist einer der 25 Gerichtsbezirke in der Provinz Barcelona.
Der Bezirk umfasst 9 Gemeinden auf einer Fläche von 152,53 km² mit dem Hauptquartier in Martorell.

## Gemeinden
| Gemeinde                 | Einwohner (2024) | Fläche km² | Dichte Einw./km² | Cod INE | Postleitzahl |
| ------------------------ | ---------------- | ---------- | ---------------- | ------- | ------------ |
| Abrera                   | 13.014           | 19,98      | 651              | 08001   | 08630        |
| Castellví de Rosanes     | 2.106            | 16,38      | 129              | 08066   | 08769        |
| Collbató                 | 4.849            | 18,21      | 266              | 08069   | 08293        |
| Esparreguera             | 22.550           | 27,17      | 830              | 08076   | 08292        |
| Martorell                | 28.507           | 12,84      | 2.220            | 08114   | 08760        |
| Masquefa                 | 10.038           | 17,12      | 586              | 08119   | 08783        |
| Olesa de Montserrat      | 24.677           | 16,69      | 1.479            | 08147   | 08640        |
| Sant Andreu de la Barca  | 27.062           | 5,67       | 4.773            | 08196   | 08740        |
| Sant Esteve Sesrovires   | 8.060            | 18,47      | 436              | 08208   | 08635        |
| Gerichtsbezirk Martorell | 140.863          | 152,53     | 924              | –       | –            |